# Carmen Ejogo
Carmen Elizabeth Ejogo (Kensington, Londres, 22 de octubre de 1973) es una actriz y cantante británica. Inició su carrera como conductora del programa infantil Saturday Disney entre 1993 y 1995. Sus créditos en cine incluyen Love's Labour's Lost (2000), What's the Worst That Could Happen? (2001), Away We Go (2009), Sparkle (2012), Alex Cross (2012), The Purge: Anarchy (2014), It Comes at Night (2017) y Alien: Covenant (2017). También es conocida por interpretar a Seraphina Picquery en la serie fílmica Fantastic Beasts.
Ejogo ha encarnado a la activista Coretta Scott King en dos películas: Boycott (2001) y Selma (2014). Mientras se preparaba para su rol en Boycott, conoció a King y recibió su aprobación.

## Filmografía

### Cine
| Año  | Título                                            | Papel                   | Notas        |
| ---- | ------------------------------------------------- | ----------------------- | ------------ |
| 1986 | Absolute Beginners                                | Carmen                  |              |
| 1997 | Metro                                             | Ronnie Tate             |              |
| 1998 | I Want You                                        | Amber                   |              |
| 1998 | The Avengers                                      | Brenda                  |              |
| 2000 | Love's Labour's Lost                              | Maria                   |              |
| 2001 | Perfume                                           | Chloe                   |              |
| 2001 | What's the Worst That Could Happen?               | Amber Belhaven          |              |
| 2001 | Boycott                                           | Coretta Scott King      |              |
| 2004 | Noel                                              | Matthew Batiste         |              |
| 2007 | The Brave One                                     | Jackie                  |              |
| 2008 | Pride and Glory                                   | Tasha                   |              |
| 2009 | Away We Go                                        | Grace De Tessant        |              |
| 2012 | Sparkle                                           | Tammy "Sister" Anderson |              |
| 2012 | Alex Cross                                        | Maria Cross             |              |
| 2014 | The Purge: Anarchy                                | Eva                     |              |
| 2014 | Selma                                             | Coretta Scott King      |              |
| 2015 | Born to Be Blue                                   | Jane / Elaine           |              |
| 2016 | Animales fantásticos y dónde encontrarlos         | Seraphina Pickery       |              |
| 2017 | It Comes at Night                                 | Sarah                   |              |
| 2017 | Alien: Covenant - Prologue: Last Supper           | Karine Oram             | Cortometraje |
| 2017 | Alien: Covenant                                   | Karine Oram             |              |
| 2017 | Roman J. Israel, Esq.                             | Maya                    |              |
| 2018 | Animales fantásticos: Los crímenes de Grindelwald | Seraphina Picquery      |              |
| 2019 | The Voyage of Doctor Dolittle                     | Regina (voz)            |              |

### Televisión
| Año        | Título                                         | Papel                 | Notas                  |
| ---------- | ---------------------------------------------- | --------------------- | ---------------------- |
| 1996       | Cold Lazarus                                   | Blinda                | 4 episodios            |
| 1998       | Catherine Cookson's Colour Blind               | Rose Angela           | 2 episodios            |
| 1998       | Tube Tales                                     | Chica                 | Episodio: "Steal Away" |
| 2000       | Sally Hemings: An American Scandal             | Sally Hemings         | Telefilme              |
| 2001       | Boycott                                        | Coretta Scott King    | Telefilme              |
| 2005       | Lackawanna Blues                               | Alean Hudson          | Telefilme              |
| 2006–2007  | Kidnapped                                      | Turner                | 13 episodios           |
| 2007       | M.O.N.Y.                                       | Francine Tyson        | Telefilme              |
| 2008       | Law & Order                                    | April Lannen          | Episodio: "Burn Card"  |
| 2011       | CHAOS                                          | Fay Carson            | 13 episodios           |
| 2013       | Zero Hour                                      | Rebecca "Beck" Riley  | 13 episodios           |
| 2017       | The Girlfriend Experience                      | Bria Jones            | 7 episodios            |
| 2019       | True Detective                                 | Amelia Hays           | 8 episodios            |
| 2020       | Madam C. J. Walker: Una mujer hecha a sí misma | Addie Munroe          | 4 episodios            |
| 2020 -2021 | Your Honor                                     | Lee Delamere, abogada | 10 episodios           |